# 慈寿寺桥
39°55′57″N 116°17′44″E / 39.9324889°N 116.2955004°E
慈寿寺桥位于北京市海淀区，是京密引水渠和河堤蓝靛厂南路与玲珑路相交的一座立交桥。
原名八里庄桥（现在八里庄桥是南边的桥的名字），由北京市市政设计院设计，中国人民解放军总后勤部102部队施工，1966年3月开工，同年7月竣工通车。
2007年改造蓝靛厂南路时对本桥进行了扩建。目前为分离式立交桥，左转只有东向南可以进行，右转各方向均可。